# Vukić Pulević
Vukić Pulević (Piperi, Podgorica, 30. prosinca 1938.), crnogorski botaničar, član CANU i DANU.
Jedan od utemeljitelja herbarija u Prirodnjačkoj zbirci Crne Gore gdje je radio na problemima sistematike, fitogeografije i floristike, kao i na historiografiji i bibliografiji florističkih i vegetacijskih istraživanja u Crnoj Gori. 
Najznačajnija istraživanja:
- Vegetacijska karta Crne Gore

- Toponomastička istraživanja u Crnoj Gori (fitotoponimi i zootoponini).

Njegova otkrića i znanstveni radovi uvaženi su u fundamentalnim monografijama i sintetskim djelima međunarodnoga značaja.
Kroz taksonomiju vrsta dr. Pulević je imenovao 5 biljnih vrsta:
- Crocus kosaninii - 1976.
- Crocus pelistericus - 1976.
- Crocus weldenii - 1977.
- Gymnospermium altaicum  subsp. odessanum - 1984.
- Gymnospermium scipetarum - 1984.

Dr. Pulević je, također, jedan od utemeljitelja LSCG, političke partije koja je prva istaknula zahtjev za obnovom crnogorske nezavisnosti.
Ranih 1990-ih bio član Odbora za obnovu Crnogorske pravoslavne crkve.
Član redakcije časopisa Lingua Montenegrina.